# Rothenburg (Krugsdorf)
Rothenburg ist ein Ortsteil der Gemeinde Krugsdorf im Landkreis Vorpommern-Greifswald.

## Geographische Lage
Der kleine Ort Rothenburg liegt 1,5 Kilometer westlich von Krugsdorf, einem Ort sieben Kilometer nordöstlich von Pasewalk.

## Geschichte
Der Ort wurde 1752 auf Befehl des Königs Friedrich II. von Preußen durch Ansiedlung von vier Kolonistenfamilien im damaligen Pasewalker Stadtforst angelegt. 1818 kam der Ort vom alten Randowschen Kreis zum neugebildeten Kreis Ueckermünde. Um die Mitte des 19. Jahrhunderts hatte Rothenburg 121 Einwohner.